# Canottaggio ai Giochi della XI Olimpiade - Quattro con maschile
La competizione del quattro con maschile dei Giochi della XI Olimpiade si è svolta dall'11 al 14 agosto 1936 al bacino di Grünau, Berlino.

## Risultati

### Batterie
Si sono disputate l'11 agosto. Il vincitore di ciascuna serie in finale, i restanti al recuperi.
| Pos. | Nazione        | Atleti                                                                                          | Tempo  |
| ---- | -------------- | ----------------------------------------------------------------------------------------------- | ------ |
| 1    | Paesi Bassi    | Martinus Schoorl, Hotse Bartlema John Philip Regout, Simon de Wit Tim.Gerard Hallie             | 6'59"0 |
| 2    | Brasile        | Nelson Ribeiro, Álvaro de Sá Freire José de Campos, Wilson de Freitas Tim.Henrique Camargo      | 7'01"3 |
| 3    | Giappone       | Chikara Shirasaka, Taichi Yamada Takashi Hatakeyama, Yoichi Endo Tim.Taro Teshima               | 7'03"2 |
| 4    | Danimarca      | Hans Mikkelsen, Gunnar Ibsen Sørensen Flemming Jensen, Svend Aage Holm Sørensen Tim.Aage Jensen | 7'04"5 |
| 5    | Cecoslovacchia | František Maloň, Alfred Lerbretier Jan Matoušek, Jaroslav Mysliveček Tim.Josef Jabor            | 7'04"7 |
| 6    | Svezia         | Erik Johansson, Carl Sjöblom Lars Larsson, Harry Sköld Tim.Sven Tisell                          | 7'21"5 |

| Pos. | Nazione     | Atleti                                                                                                   | Tempo  |
| ---- | ----------- | --- | ------ |
| 1    | Germania    | Hans Maier, Walter Volle Ernst Gaber, Paul Söllner Tim.Fritz Bauer                                       | 6'41"1 |
| 2    | Francia     | Fernand Vandernotte, Marcel Vandernotte Jean Cosmat, Marcel Chauvigné Tim.Noël Vandernotte               | 6'45"0 |
| 3    | Jugoslavia  | Stipe Krnčević, Rade Sunara Vice Jurišić, Ciril Ban Tim.Lino Ljubičić                                    | 6'50"2 |
| 4    | Stati Uniti | William Haskins, Roger Cutler Paul Austin, Bob Cutler Tim.Edward Bennett                                 | 6'50"5 |
| 5    | Polonia     | Włodzimierz Zawadzki, Bronisław Karwecki Stanisław Kuryłłowicz, Witalis Leporowski Tim.Jerzy Skolimowski | 6'50"5 |

| Pos. | Nazione  | Atleti                                                                                | Tempo  |
| ---- | -------- | ------------------------------------------------------------------------------------- | ------ |
| 1    | Svizzera | Hermann Betschart, Hans Homberger Alexander Homberger, Karl Schmid Tim.Rolf Spring    | 6'41"9 |
| 2    | Italia   | Valerio Perentin, Giliante D'Este Nicolò Vittori, Umberto Vittori Tim.Renato Petronio | 6'50"2 |
| 3    | Ungheria | Miklós Mihó, Vilmos Éden Ákos Inotay, Alajos Szilassy Tim.László Molnár               | 6'58"8 |
| 4    | Uruguay  | León Sánchez, Juan Andrés Dutra Julio Flebbe, Francisco Sunara Tim.Isidro Alonso      | 6'59"8 |
| 5    | Belgio   | René Vingerhoet, Paul Siebels Willy Collet, Jean De Rode Tim.Harry Peeters            | 7'08"5 |

### Recuperi
Si sono disputati il 13 agosto. I vincitori di ciascuna serie in finale.
| Pos. | Nazione        | Atleti                                                                                          | Tempo  |
| ---- | -------------- | ----------------------------------------------------------------------------------------------- | ------ |
| 1    | Danimarca      | Hans Mikkelsen, Gunnar Ibsen Sørensen Flemming Jensen, Svend Aage Holm Sørensen Tim.Aage Jensen | 8'09"1 |
| 2    | Giappone       | Chikara Shirasaka, Taichi Yamada Takashi Hatakeyama, Yoichi Endo Tim.Taro Teshima               | 8'14"4 |
| 3    | Cecoslovacchia | František Maloň, Alfred Lerbretier Jan Matoušek, Jaroslav Mysliveček Tim.Josef Jabor            | 8'20"9 |
| 4    | Brasile        | Nelson Ribeiro, Álvaro de Sá Freire José de Campos, Wilson de Freitas Tim.Henrique Camargo      | 8'26"0 |
| 5    | Svezia         | Erik Johansson, Carl Sjöblom Lars Larsson, Harry Sköld Tim.Sven Tisell                          | 8'34"4 |

| Pos. | Nazione    | Atleti                                                                                                   | Tempo  |
| ---- | ---------- | --- | ------ |
| 1    | Ungheria   | Miklós Mihó, Vilmos Éden Ákos Inotay, Alajos Szilassy Tim.László Molnár                                  | 8'08"4 |
| 2    | Polonia    | Włodzimierz Zawadzki, Bronisław Karwecki Stanisław Kuryłłowicz, Witalis Leporowski Tim.Jerzy Skolimowski | 8'12"2 |
| 3    | Italia     | Valerio Perentin, Giliante D'Este Nicolò Vittori, Umberto Vittori Tim.Renato Petronio                    | 8'15"4 |
| 4    | Jugoslavia | Stipe Krnčević, Rade Sunara Vice Jurišić, Ciril Ban Tim.Lino Ljubičić                                    | 8'25"1 |

| Pos. | Nazione     | Atleti                                                                                     | Tempo  |
| ---- | ----------- | ------------------------------------------------------------------------------------------ | ------ |
| 1    | Francia     | Fernand Vandernotte, Marcel Vandernotte Jean Cosmat, Marcel Chauvigné Tim.Noël Vandernotte | 8'00"6 |
| 2    | Stati Uniti | William Haskins, Roger Cutler Paul Austin, Bob Cutler Tim.Edward Bennett                   | 8'06"4 |
| 3    | Uruguay     | León Sánchez, Juan Andrés Dutra Julio Flebbe, Francisco Sunara Tim.Isidro Alonso           | 8'08"3 |
| 4    | Belgio      | René Vingerhoet, Paul Siebels Willy Collet, Jean De Rode Tim.Harry Peeters                 | 8'27"4 |

### Finale
Si è disputata il 14 agosto.
| Pos.    | Nazione     | Atleti                                                                                          | Tempo  |
| ------- | ----------- | ----------------------------------------------------------------------------------------------- | ------ |
| Oro     | Germania    | Hans Maier, Walter Volle Ernst Gaber, Paul Söllner Tim.Fritz Bauer                              | 7'16"2 |
| Argento | Svizzera    | Hermann Betschart, Hans Homberger Alexander Homberger, Karl Schmid Tim.Rolf Spring              | 7'24"3 |
| Bronzo  | Francia     | Fernand Vandernotte, Marcel Vandernotte Jean Cosmat, Marcel Chauvigné Tim.Noël Vandernotte      | 7'33"3 |
| 4       | Paesi Bassi | Martinus Schoorl, Hotse Bartlema John Philip Regout, Simon de Wit Tim.Gerard Hallie             | 7'34"7 |
| 5       | Ungheria    | Miklós Mihó, Vilmos Éden Ákos Inotay, Alajos Szilassy Tim.László Molnár                         | 7'35"6 |
| 6       | Danimarca   | Hans Mikkelsen, Gunnar Ibsen Sørensen Flemming Jensen, Svend Aage Holm Sørensen Tim.Aage Jensen | 7'40"4 |